# Žďár nad Orlicí
Pour les articles homonymes, voir Žďár.
Žďár nad Orlicí (en allemand : Brand an der Adler) est une commune du district de Rychnov nad Kněžnou, dans la région de Hradec Králové, en République tchèque. Sa population s'élevait à 518 habitants en 2020.

## Géographie
Žďár nad Orlicí est arrosée par la Divoká Orlice, un affluent de l'Orlice, et se trouve à 16 km à l'est-sud-est de Rychnov nad Kněžnou, à 21 km à l'est-sud-est de Hradec Králové et à 117 km à l'est de Prague.
La commune est limitée par Albrechtice nad Orlicí, Týniště nad Orlicí et Lípa nad Orlicí au nord, par Čestice et Zdelov à l'est, par Borohrádek au sud, et par Nová Ves à l'ouest.

## Histoire
La première mention écrite de la localité date de 1342.